# Chasse-roue
Ne pas confondre avec les bollards routiers qui délimitent une voie à suivre par les véhicules.

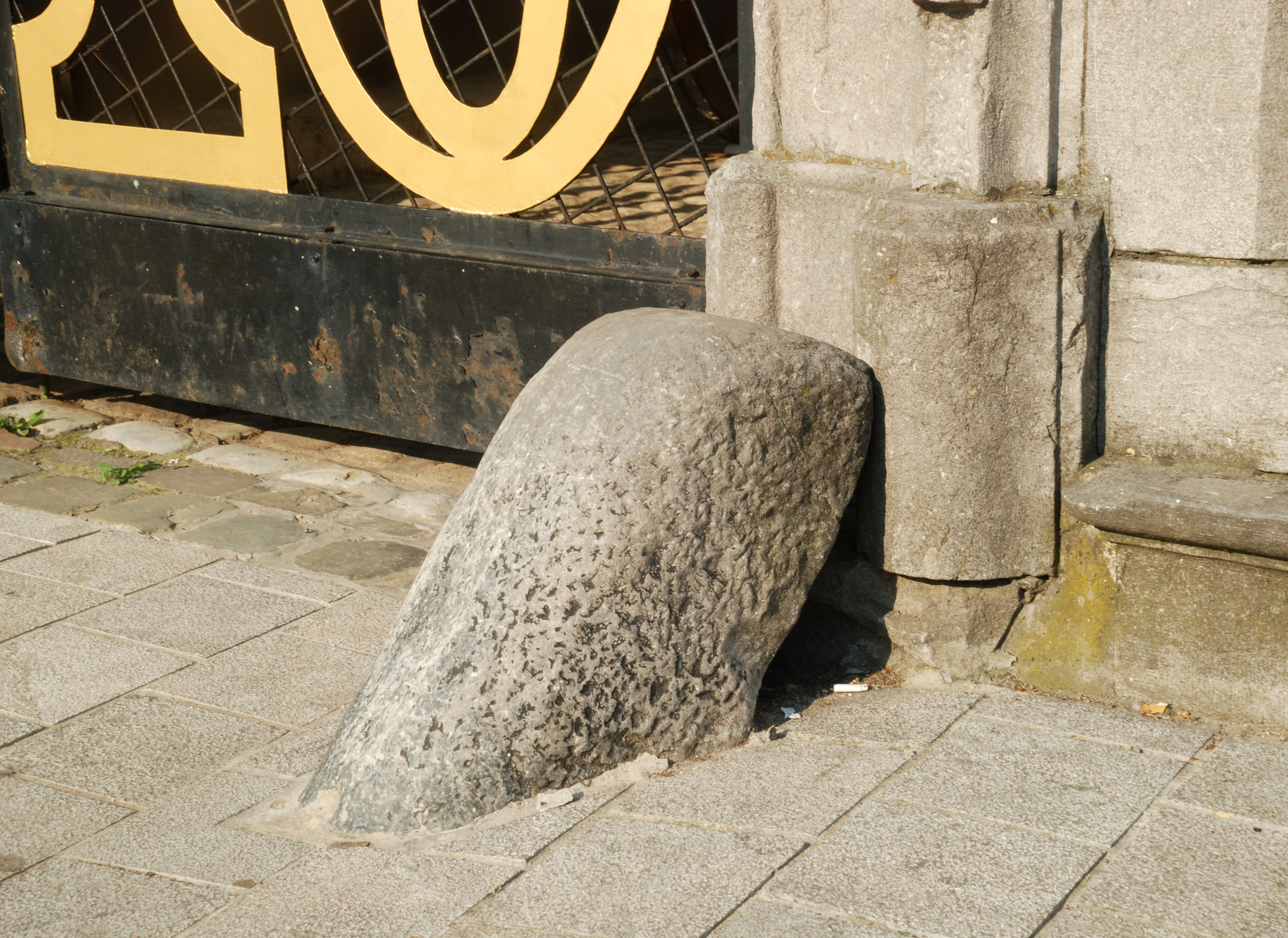
Chasse-roue de la porte cochère du musée Wellington à Waterloo.

Un chasse-roue, appelé aussi chasse-moyeux, est un dispositif situé au pied d'une porte cochère ou d'un mur, destiné à empêcher les roues de détériorer le mur mais aussi d'abîmer le moyeu des roues de charrette qui débordaient largement des véhicules hippomobiles. On le désigne également par boute-roue ou bouteroue et il a parfois pour synonyme garde-grève (garde-heurt en Normandie). Pouvant prendre la forme d'une petite colonne, d'une borne ou d'un arc plus ou moins sculpté placé de chaque côté d'une porte cochère, cette protection des murs contre le frottement des roues des carrosses est présente dès l'antiquité, en pierre brute ou de taille, parfois remplacée par une barrière de bois, souvent en métal depuis le XIXe siècle.

## Présentation

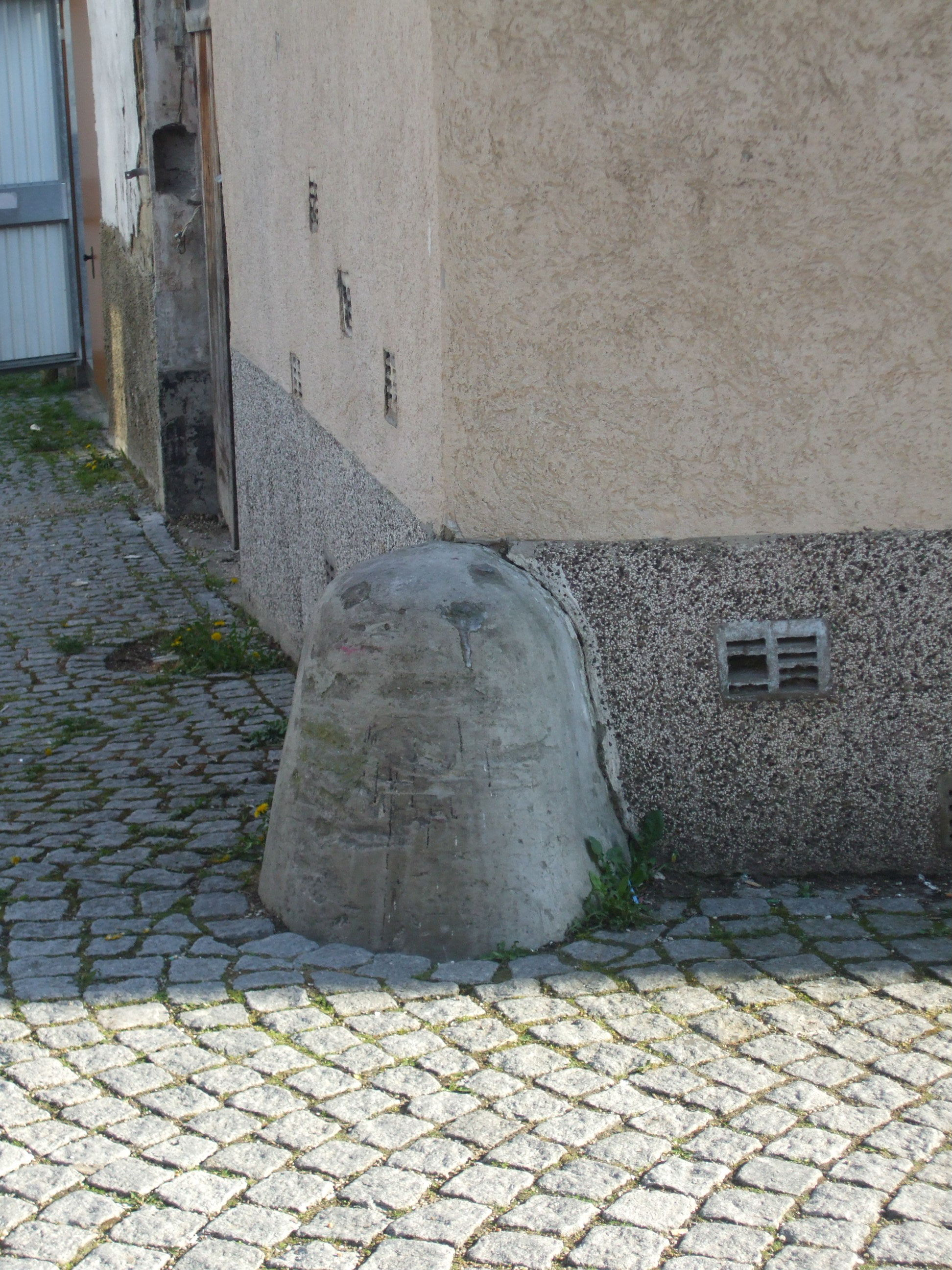
Chasse-roue en béton en forme de trapèze arrondi.

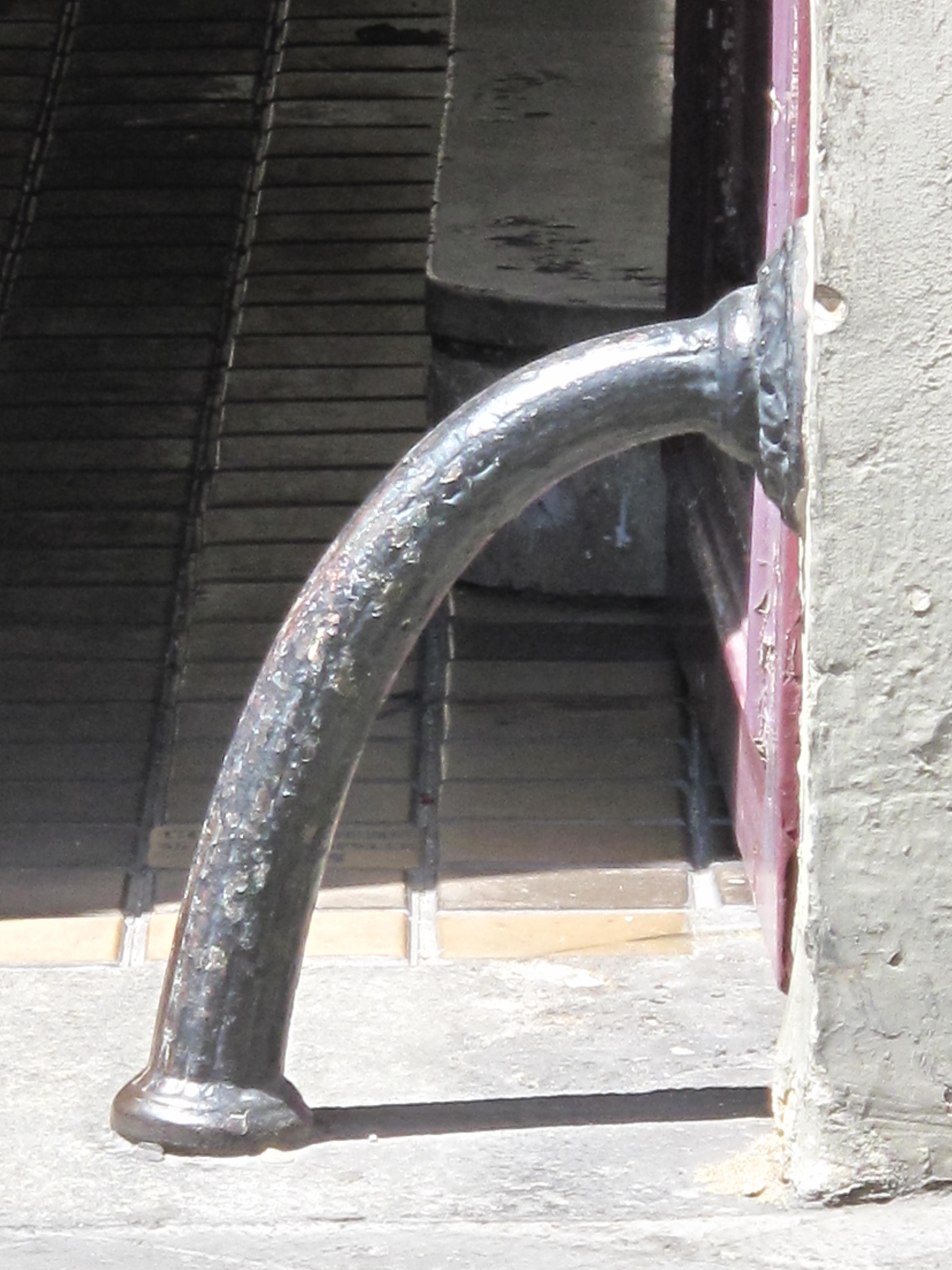
Chasse-roue en fonte de fer mis en forme d'arceau.

Les chasse-roues se sont développés depuis l'Antiquité pendant toute l'époque des transports avec des voitures ou charrettes à cheval[réf. souhaitée].
La conduite de ces véhicules était parfois délicate pour un cocher malhabile ou avec des chevaux rétifs. De plus, les roues et notamment leur moyeu dépassaient à l'extérieur du véhicule. Le risque était donc élevé que la roue ou son moyeu heurte et dégrade les montants d'une porte cochère ou le coin d'un mur, pouvant même le déséquilibrer à une époque où les fondations n'existaient pas encore. Au Moyen Âge, les chasse-roues sont généralement des murets aménagés à la base du parapet d'un pont ou des bornes demi-circulaires appelées « bornillons ».
Le chasse-roue remettait « dans le droit chemin » le véhicule, moyennant une forte secousse pour les passagers.
Il servait aussi de borne-montoir aux cavaliers pour les aider monter ou descendre de selle.

## Chasse-roue traditionnel

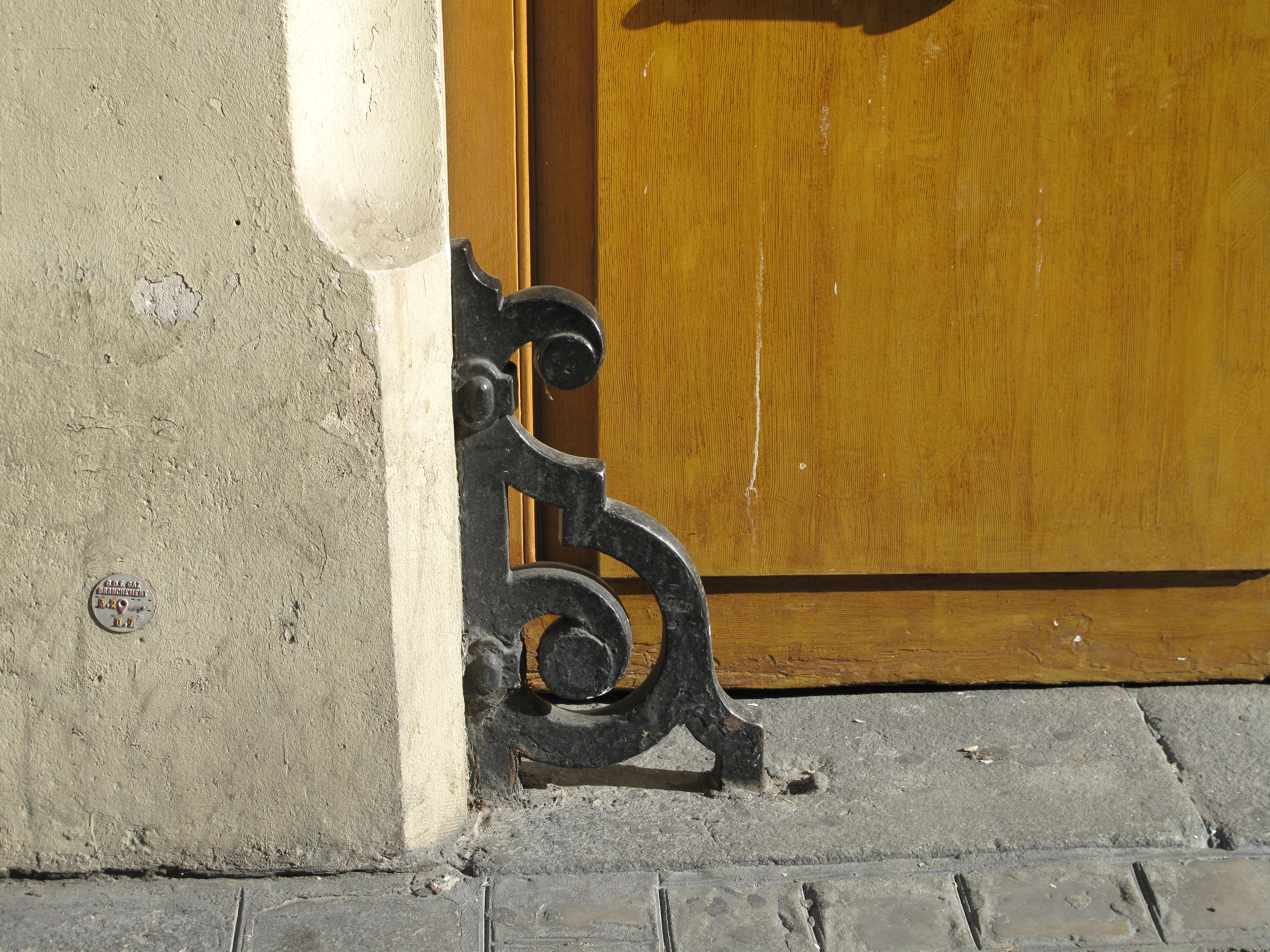
Chasse-roue haussmannien.

De très nombreux exemplaires ont été implantés dans le cadre du style haussmannien, par exemple à Paris.
Ce sont des pièces métalliques en forme d'arc, de boule, de cônes ou de motif décoratif original, ou des blocs en pierre dure, sculptés ou laissés à l’état brut, avec une forme inclinée pour rabattre les roues vers l'intérieur.
Autres localisations de chasse-roues, généralement en pierre de forme inclinée ou conique :
- entrée des portes de fermes, franchies par des lourds chariots chargés de foin par exemple ;
- angles de mur à l'intersection de deux rues (avant l'implantation des trottoirs). Dans ce cas, ils étaient souvent dans la même pierre que le mur et en constituaient en quelque sorte un prolongement ;
- virages de routes campagnardes ou le long de parapets de ponts ;
- virages en montée : dans ce dernier cas, ils permettaient aussi au cocher d'arrêter le véhicule pour laisser souffler les chevaux.

Les chasse-roues en pierre étaient souvent cerclés d'un anneau métallique pour diminuer l'usure.
En ville, les chasse-roues sont devenus obsolètes depuis longtemps. Mais construits sous forme d'un arceau en métal plein ou en pierre, ils sont difficiles à détruire ou gardés pour leur intérêt historique. Ainsi, on en trouve encore de très nombreux exemples à Paris dans les années 2010.

## Chasse-roue moderne

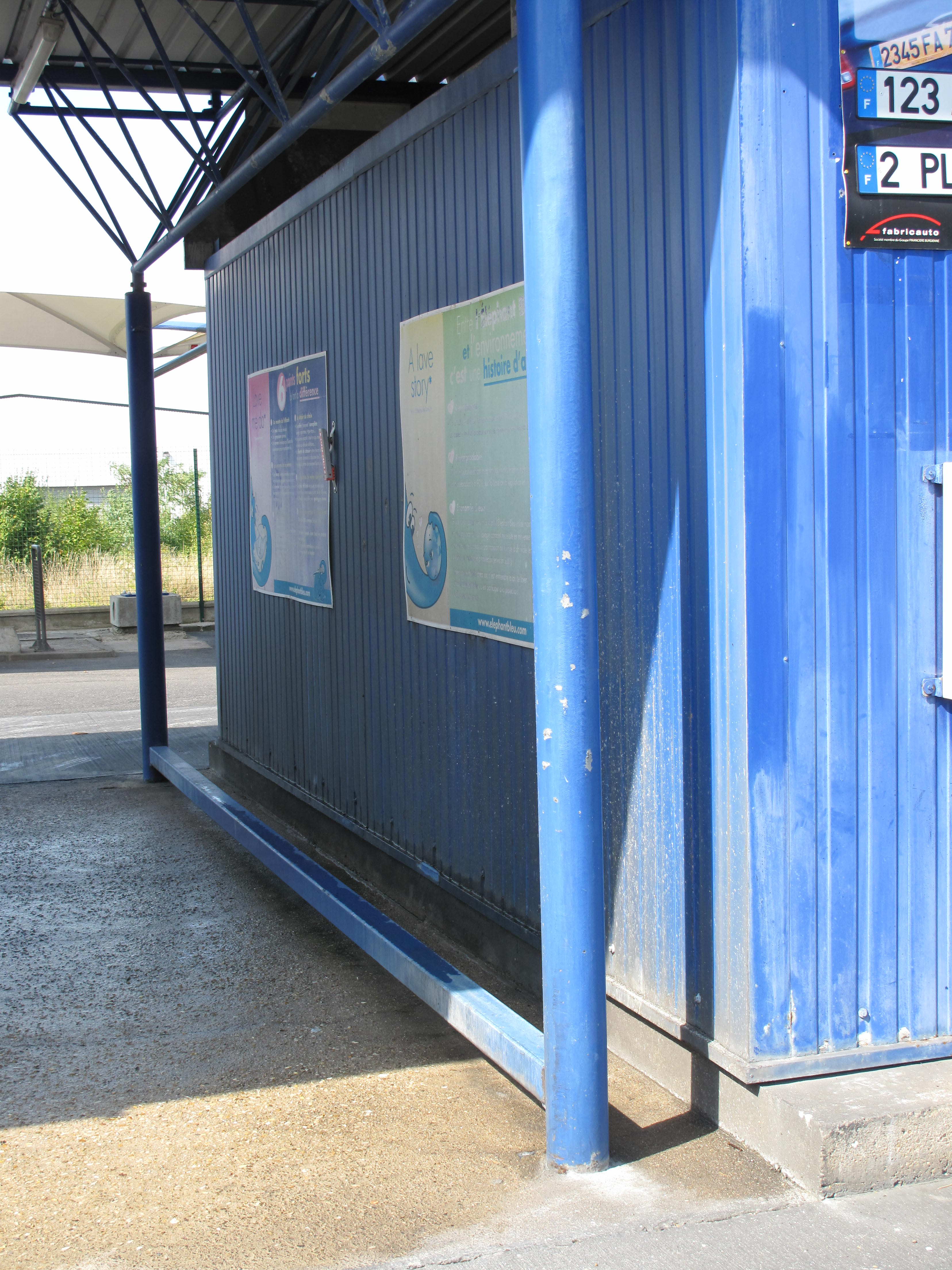
Dispositif de protection dans une station de lavage.

À l'époque actuelle, on trouve des équipements de finalité comparable, mais à l'encontre des voitures automobiles (bordures, garde-fous).
Il s'agit de dispositifs à l'entrée d'un garage ou d'une station de lavage de voitures.
Mais ce sont aussi des dispositifs du mobilier urbain destinés à éviter que les voitures les endommagent ou les écrasent. Par exemple, pour des jardinières ou des terre-pleins.

## Galerie

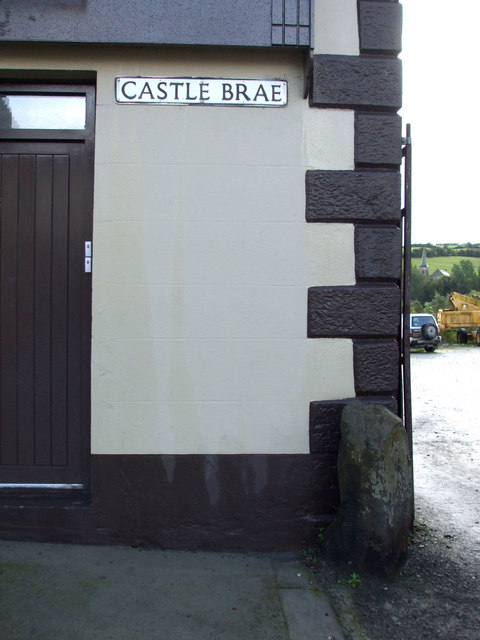
Borne chasse-roue.
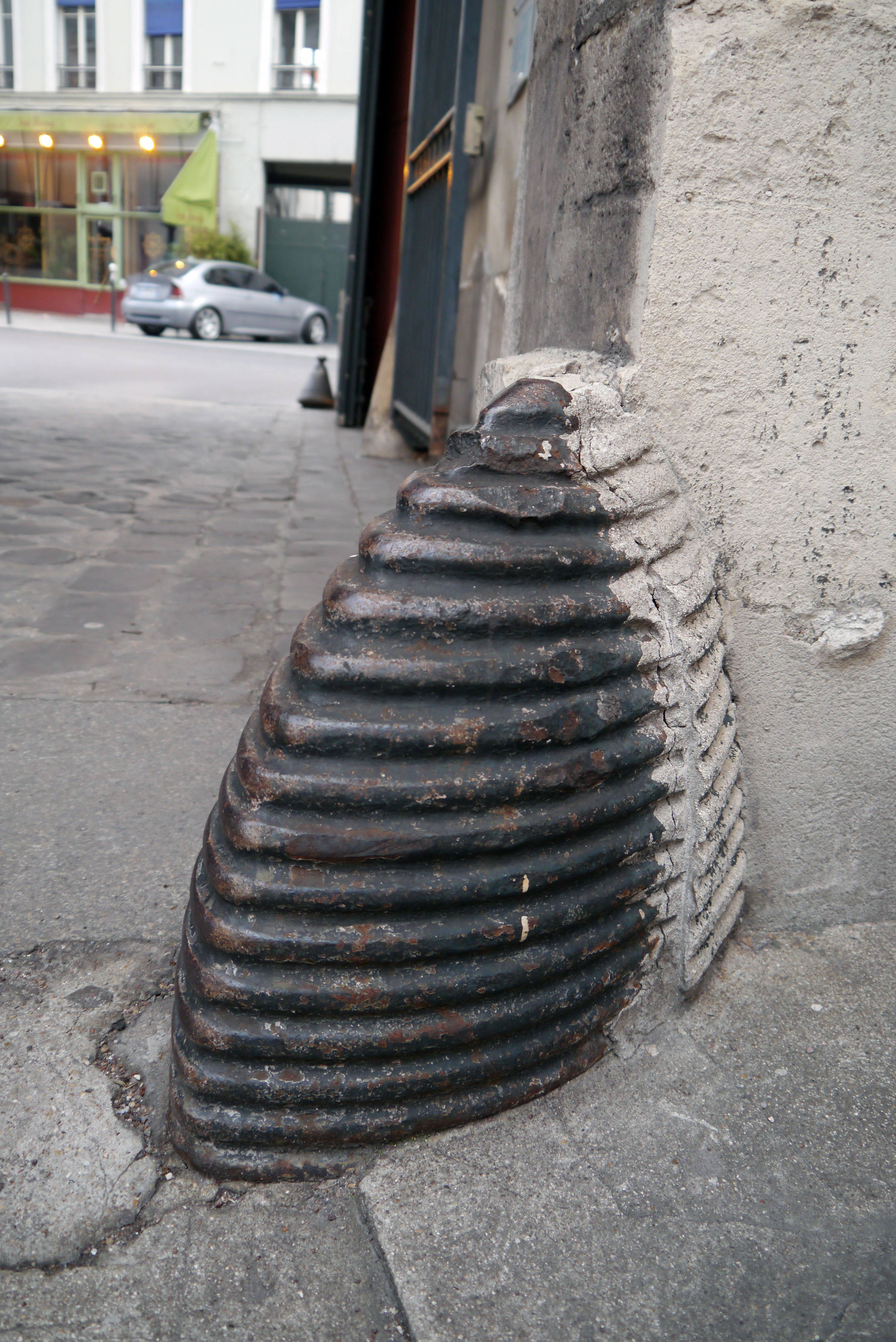
Chasse-roue d'angle.
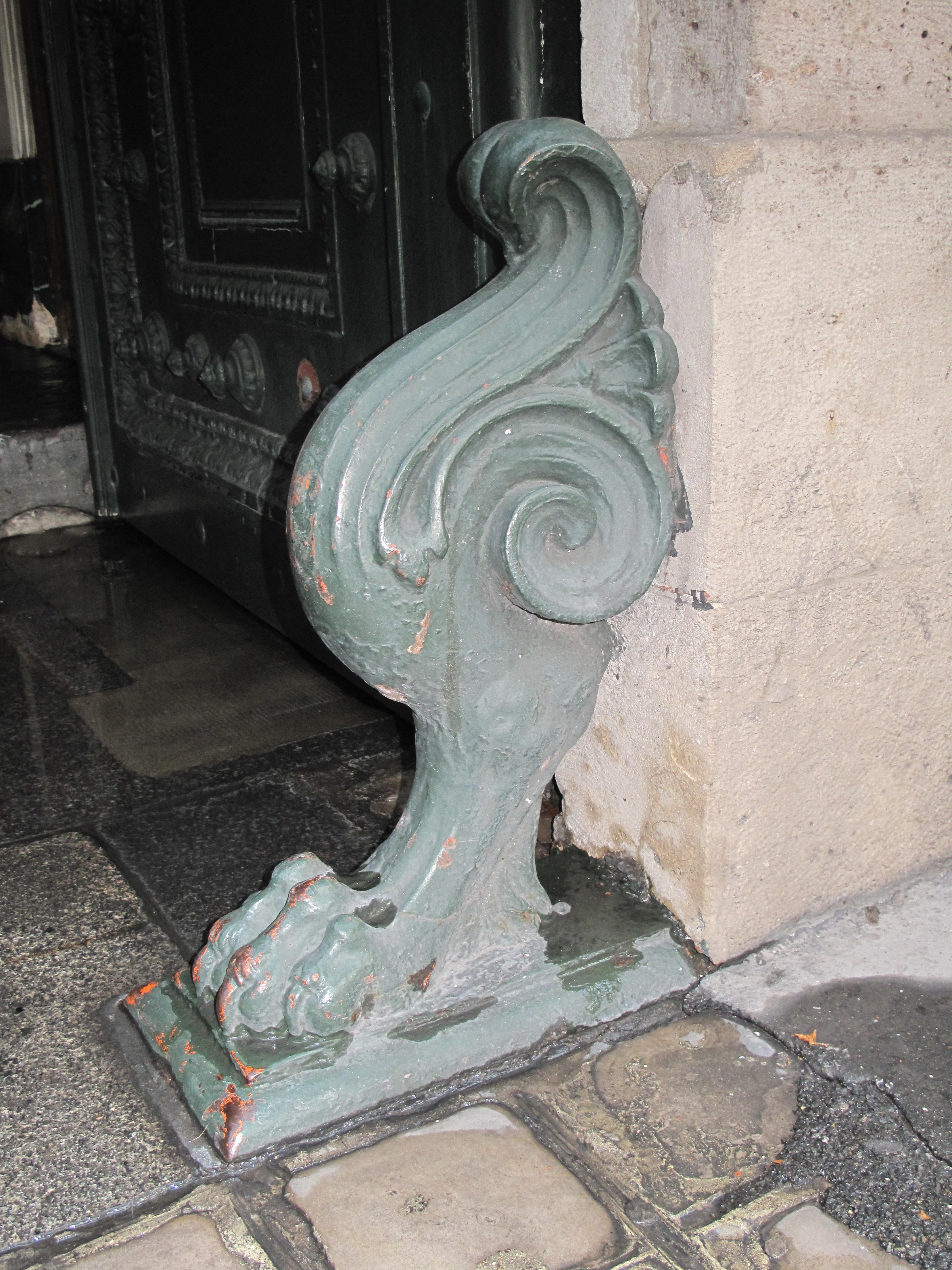
Chasse-roue en forme de patte de lion.
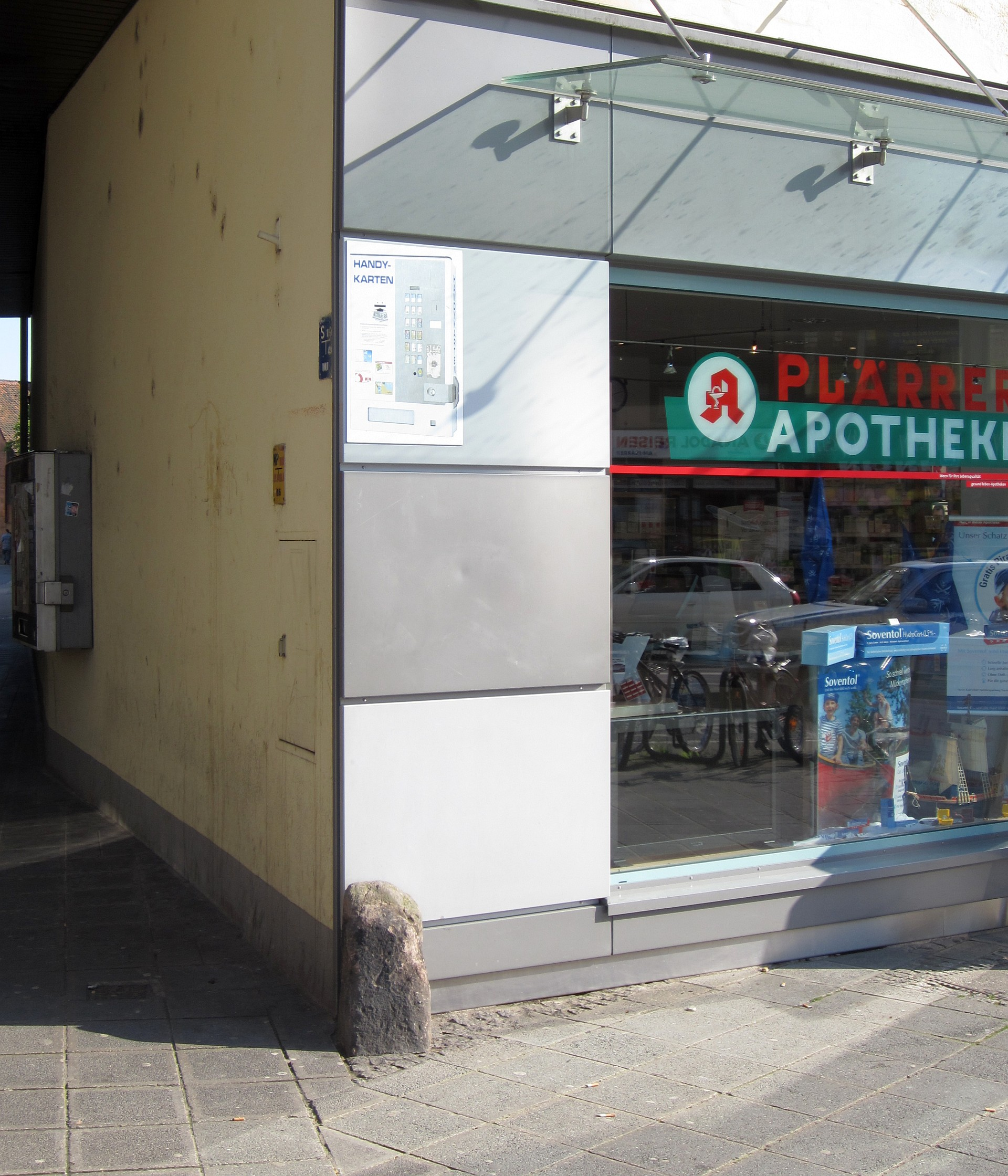
Chasse-roue à une façade moderne.

### Galeries
- « Chasse-roues », www.flickr.com (consulté le 24 mai 2019).
- « Chasse-roues », www.flickr.com (consulté le 24 mai 2019).